# 40 Milligrammes d'amour par jour
Pour plus de détails, voir Fiche technique et Distribution.
40 Milligrammes d'amour par jour est un film français réalisé par Charles Meurisse et sorti en 2005.

## Synopsis
À 35 ans, Karine n’a jamais vécu d’histoire sentimentale. Elle est sélectionnée pour essayer le premier patch diffuseur d’amour à raison de 40 mg par jour. Cette instillation va-t-elle s’avérer efficace ? 

## Fiche technique
- Titre : 40 Milligrammes d'amour par jour
- Réalisation : Charles Meurisse
- Scénario : Carole Greep
- Assistants-réalisation : Christophe Delmas, Yann Le Borgne, Tessa Louise-Salomé, Loïc Gaillard
- Décors : Jérémy Streliski
- Costumes : Charlotte Terrasse
- Maquillages : Nadine Boucher, Stéphanie Hassan
- Photographie : Christophe Debraize-Bois
- Son : Nicolas Basselin
- Montage : Cédric Coussy, Nathalie Hubert
- Musique : Sébastien Escobar
- Chanson : Besoin d’amour, paroles de Luc Plamondon et musique de Michel Berger (de l’opéra-rock Starmania), interprétée par France Gall
- Pays d’origine :  France
- Production : Fabrice Goldstein, Antoine Rein
- Directrice de production : Marianne Germain
- Sociétés de production : Karé Productions (France), École supérieure d'études cinématographiques (France), France 3, CNC (France), Procirep (France), Angoa-Agicoa (France)
- Société de distribution : Agence du court métrage (France)
- Pays d’origine :  France
- Langue de tournage : français
- Format : 35 mm — couleur — 1.85:1 — son Dolby SR
- Genre : comédie romantique
- Durée : 17 minutes
- Dates de sortie :  juin 2005 en compétition au Festival Court 18 de Paris, 25 octobre 2005 dans les salles
- (fr) Classification CNC : tous publics (visa no 110359 délivré le 30 mai 2005)

## Distribution
- Axelle Laffont : Karine
- Serge Hazanavicius : Pierre
- Xavier Letourneur : le médecin
- Fabienne Galloux : Patricia
- Bruno Chapelle : Stéphane
- Yvan Cariou : le collègue

## Distinctions

### Récompenses
- Festival Court 18 2005 6e édition (Paris) :
  - Prix Court 1er
  - Prix d’interprétation (ex æquo) à Axelle Laffont
- Festival Espoirs en 35 mm 2006 (Mulhouse) : Prix du public / Prix IRCOS
- Festival des Nations / Festival der Nationen (de) 2006 (Ebensee) : Ours d’argent